# Paulina Aguirre
Paulina Aguirre (Quito, Ecuador) es una cantante, compositora, actriz de doblaje ecuatoriana y ganadora del Grammy Latino 2009.

## Biografía
La Universidad San Francisco de Quito le otorgó una beca para realizar estudios de artes.

### Carrera artística
En 2007 lanzó su primer álbum como solista titulado "Mujer de Fe", producido por Pablo Aguirre. El álbum incluyó duetos con el artista de rap, Gerardo Mejia  sobre el tema "Nada Va A Separarme", así con Juan Carlos Rodríguez, (de Tercer Cielo) el tema "Eres Mi Refugio". Cuenta con 4 nominaciones al Latin Grammy en 2007, 2009, 2012 y 2014. 
En 2009 lanzó su segundo trabajo discográfico titulado, "Esperando Tu Voz", producida por su esposo, Pablo Aguirre. El álbum incluye un dúo con Armando Manzanero sobre "Cuando me vaya de Aquí" y Pablo Olivares en "Nadie". Esta obra musical está cargada de una fusión de pop / rock, música andina, y una orquesta de 40 piezas. Esperando Tu Voz recibió en el 2009 la nominación al Latin Grammy por Mejor Álbum Cristiano ganando en la mencionada categoría y en el mismo año en los Premios Arpa,  a la mejor dúo de "Cuando me Vaya de Aquí" (feat. Armando Manzanero). Fue la ganadora al Latin Grammy por el álbum "Esperando tu Voz" en 2009.
Paulina Aguirre fue nominada al Grammy en 2012 por "Rompe el Silencio" un disco con lírica social, que se alinea a la fundación Mujer de Fe. Fue nominada al Grammy Latino en el año 2014 por "Mejor Canción Regional".
Como compositora, ha escrito junto a Taboo de los Black Eyed Peas "Zumbao", y "Canoita". Ha trabajado junto a Mario Domm de Camila en su nueva producción "Frágil" que se lanzará para el mes de octubre, Ha escrito para varios artistas, entre estos: Mariachi Divas, Andrés García, etc.
En 2016, Paulina Aguirre hizo su presentación con el tema de "Canoita" en el anfiteatro de la Quinta Vergara.